# Francisco R. Serrano
Francisco R. Serrano är en ort i Mexiko.   Den ligger i kommunen Guasave och delstaten Sinaloa, i den västra delen av landet, 1 200 km nordväst om huvudstaden Mexico City. Francisco R. Serrano ligger 32 meter över havet och antalet invånare är 974.
Terrängen runt Francisco R. Serrano är platt. Runt Francisco R. Serrano är det ganska tätbefolkat, med 108 invånare per kvadratkilometer. Närmaste större samhälle är Guamúchil, 16,3 km sydost om Francisco R. Serrano. Trakten runt Francisco R. Serrano består till största delen av jordbruksmark.